# Ananas (Gattung)
Ananas ist eine Pflanzengattung innerhalb der Familie der Bromeliengewächse (Bromeliaceae). Die bekannteste Art, die Ananas (Ananas comosus), ist eine wichtige Obstpflanze. Daneben werden andere Arten und Sorten aufgrund ihrer Laubblätter und dekorativen Früchte als Zierpflanzen kultiviert.

## Beschreibung

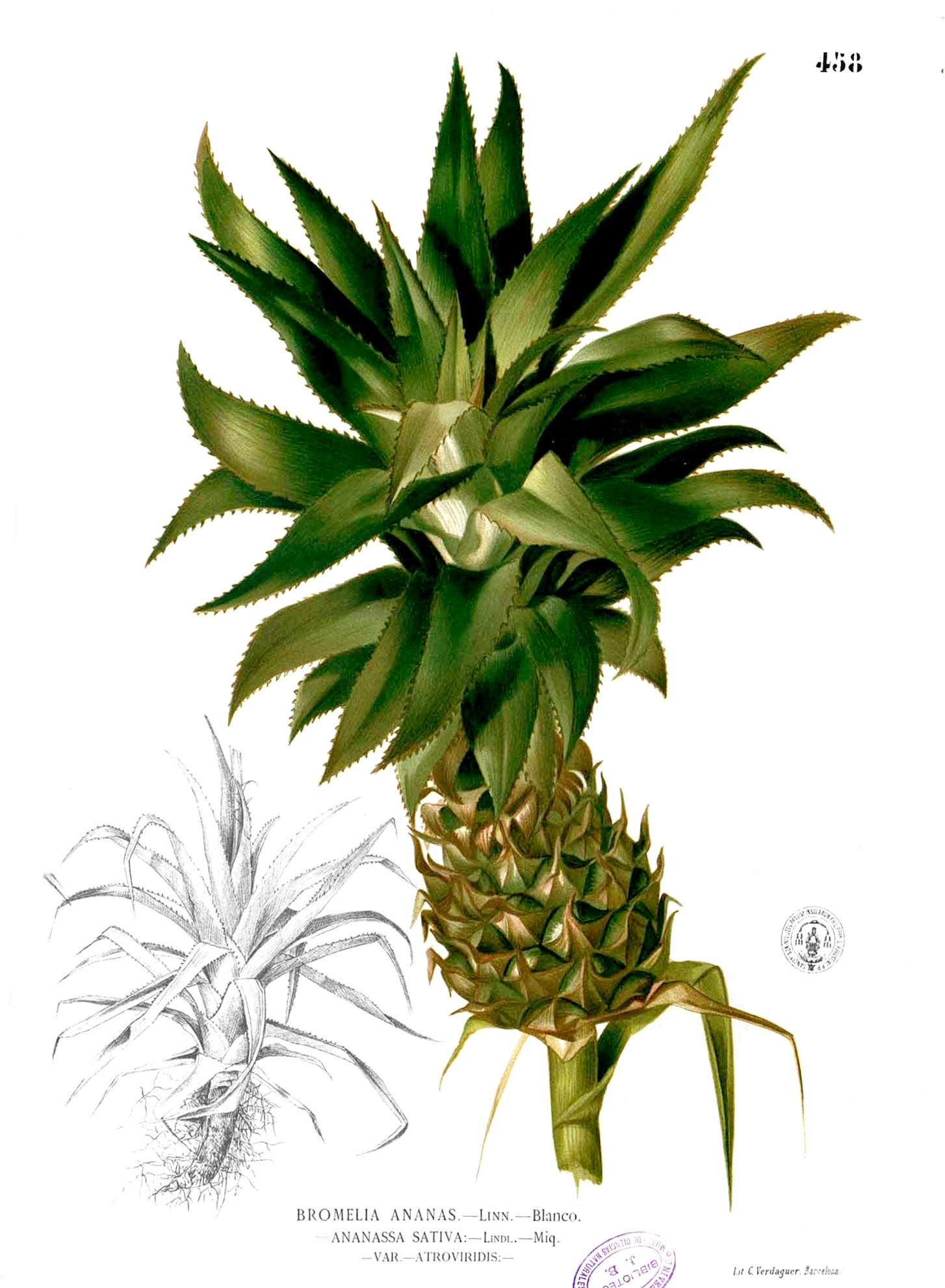
Illustration der Kulturananas aus Blanco: Flora de Filipinas ... Gran edicion ... Atlas II

### Vegetative Merkmale
Die Ananas-Arten sind bodenbewohnende (terrestrische), ausdauernde, krautige Pflanzen. Die Sprossachse ist gestaucht, dadurch ist die Pflanze stammlos bis nur einen kurzen Stamm bildend, und die Blätter stehen in dichten Rosetten, die Durchmesser von bis zu 2 Metern erreichen. Die derben, zurückgebogenen Laubblätter sind bis zu 80 Zentimeter lang und haben kaum Saugschuppen (vergleiche andere Bromeliengattungen). Die Blattscheiden sind kaum vergrößert. Die Blattspreite ist am Rand dornig gezähnt.

### Generative Merkmale
Der kurze bis verlängerte, meist aufrechte Blütenstandsschaft ist mit stacheligen Hochblättern besetzt. Der Blütenstand ist ährig und kugelig bis zapfenförmig. Am oberen Ende des Blütenstandes steht ein Schopf von sterilen, laubblattartigen Brakteen.
Die zwittrigen Blüten sind radiärsymmetrisch und dreizählig mit doppelter Blütenhülle. Die drei Kelchblätter sind frei. Jedes der drei freien Kronblätter trägt innen zwei trichterförmige, zarte Schuppen (Lupe!) und ist blau, purpurfarben oder weiß. Drei Fruchtblätter sind zu einem unterständigen Fruchtknoten verwachsen.
Die Beeren, die Tragblätter der Blüten und die Blütenstandsachse verwachsen zu einem fleischigen Fruchtstand. Die kleinen (2 bis 3 Millimeter), dicken, eiförmigen Samen sind braun bis schwarz und haben keine Anhängsel.

## Ökologie
Kulturananas bilden keine Samen und werden daher als kenokarp (leerfrüchtig) bezeichnet. Die Vermehrung erfolgt deshalb vegetativ über Kindel oder Bewurzelung der Blattschöpfe.

## Etymologie
Der Name Ananas stammt aus dem Guaraní ananá, naná, nanas mit der Bedeutung Ananas. Die erste schriftliche Überlieferung stammt von André Thevenet 1555.
In Österreich und im süddeutschen Raum werden bzw. wurden die besonders großfruchtigen Zuchtformen der Erdbeere auch als „Ananas“ bezeichnet, um sie von der Walderdbeere zu unterscheiden, während die richtige Ananas im Zuge dessen als Hawaii-Ananas bezeichnet wird.

## Systematik

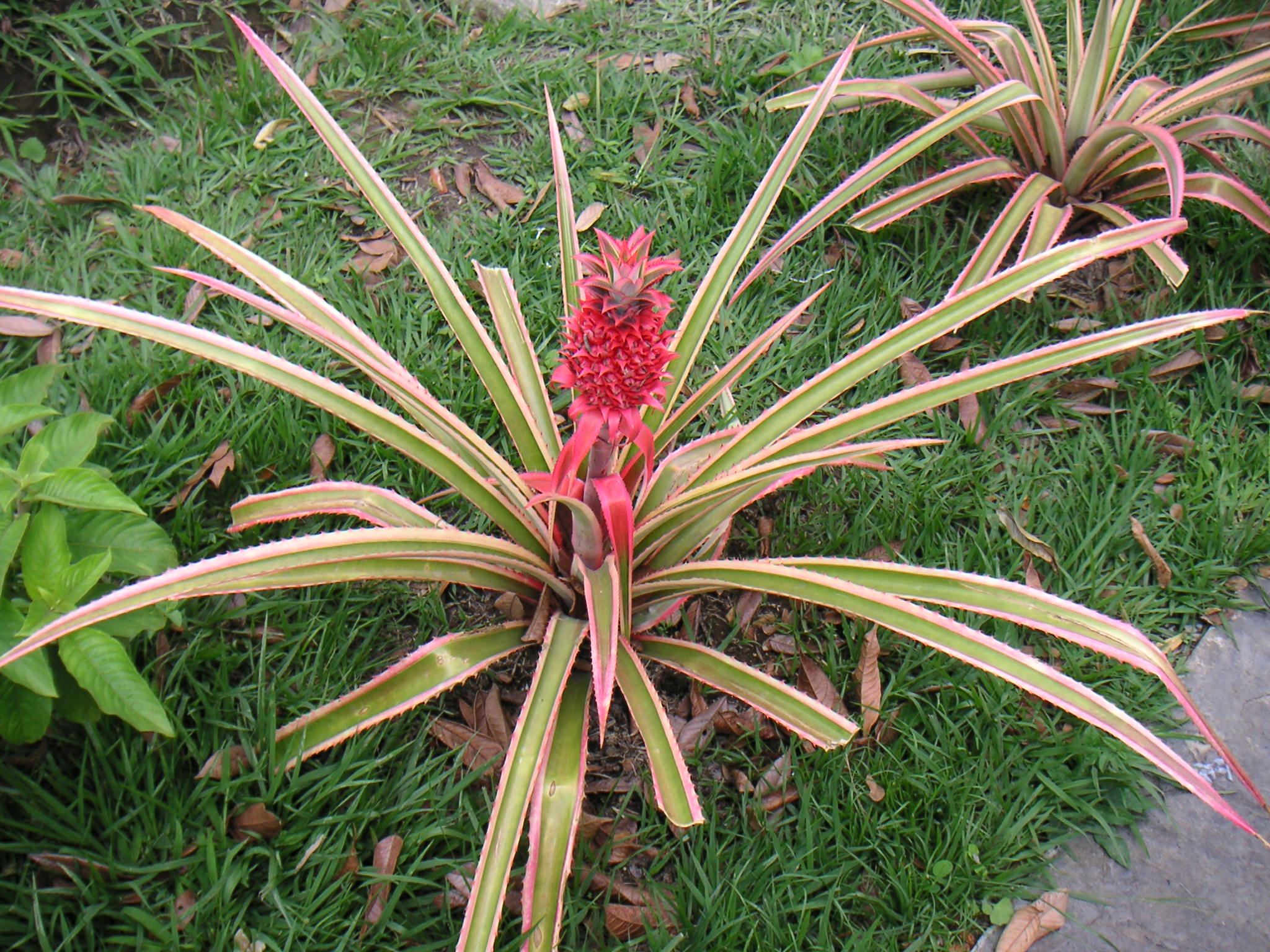
Ananas ‘Variegatus’ mit dekorativen Blättern

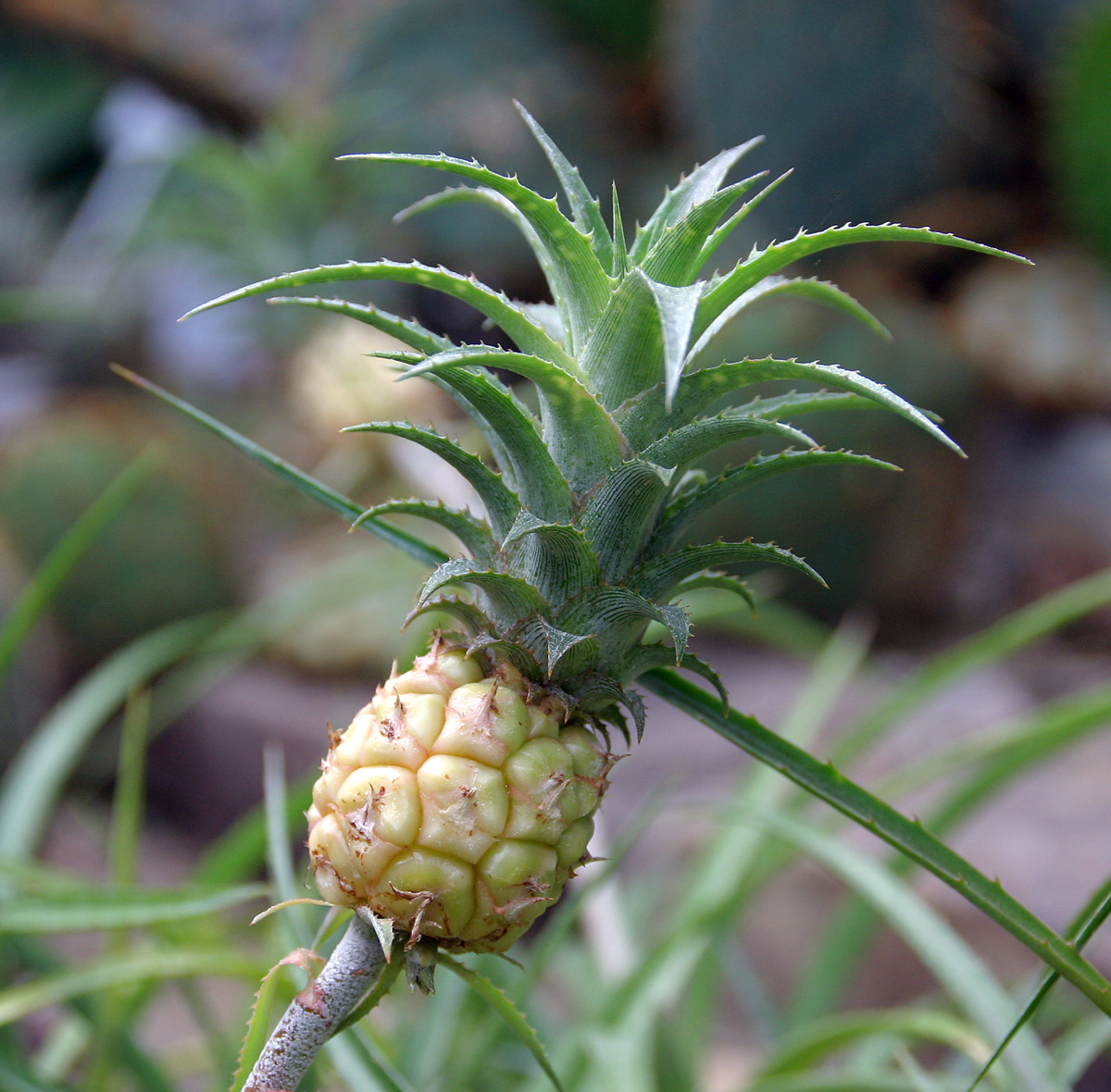
Fruchtstand von Ananas ananassoides var. nanus

### Taxonomie
Die Gattung Ananas wurde 1754 durch Philip Miller in The Gardeners Dictionary...Abridged...fourth edition no. 1. aufgestellt. Ein Synonym für Ananas Mill. ist Ananassa Lindl.

### Botanische Geschichte
Wie u. a. die Bromelienliste des Bromelienspezialisten Harry E. Luther (The Marie Selby Botanical Gardens Sarasota, Florida, USA) von 2008 zeigt, gab es in der Gattung Ananas (vgl. Smith und Downs, 1979) klassischerweise  aufgrund ihrer Morphologie in bis zu acht Arten und zwei Varietäten, darunter: Ananas ananassoides (Baker) L.B.Smith, Ananas bracteatus (Lindl.) Schult. & Schult. f. (mit der Varietät Ananas bracteatus var. tricolor (Bertoni) L.B.Smith), Ananas comosus (L.) Merrill (mit der Varietät Ananas comosus var. variegatus (E.Lowe) Moldenke), Ananas fritzmuelleri Camargo, Ananas lucidus Miller, Ananas nanus (L.B.Smith) L.B.Smith, Ananas parguazensis Camargo & L.B.Smith. Die Gattung Ananas bildete seitdem gemäß beschriebener systematischen Einteilung dabei eine eigene Gattung ohne die Gattung Pseudananas mit Pseudananas sagenarius als einzige Art. Die Art Ananas monstrosus, die bei Givnish und Downs (1979) noch vertreten war, wurde bereits durch Leal (1990) ausgeschlossen.

#### Problematik der Kulturpflanze und unterschiedliche Ansätze
Coppens d’Eeckenbrugge und Leal interpretierten bereits 2003 in The pineapple: botany, production and uses aus ihren Ergebnissen heraus, dass die Gattungen Ananas und Pseudananas zu einer einzigen zusammengelegt werden müssten und so ergaben sich erste Ansätze, die klassische Einteilung nach Smith und Downs (1979) zu modifizieren. Zum Ziel der Änderungen gehörten die Umbenennung von Pseudananas  sagenarius in Ananas macrodontes, von Ananas ananassoides und Ananas nanus jeweils in Ananas comosus var. ananassoides, von Ananas lucidus in Ananas comosus var. erectifolius, von Ananas parguazensis in Ananas comosus var. parguazensis sowie von Ananas comosus in Ananas comosus var. comosus. Der o. g. ungültige Status von Ananas monstrosus gemäß Leal (1990) wurde akzeptiert, sodass diese Art als Sorte von Ananas comosus bezeichnet wurde.
Nachdem die Arbeitsgruppe Butcher und Gouda (2014) den damals aktuellen Forschungsstand hinsichtlich der Gattung Ananas betrachtet hatten, schlussfolgerten sie, dass alle botanischen Beschreibungen der Ananas-Arten mithilfe von Exemplaren kultivierter Pflanzen durchgeführt worden waren. Eine Ausnahme vermuteten sie dabei bei den Arten A. ananassoides, Ananas parguazensis sowie Ananas macrodontes, da diese anders als beispielsweise Ananas comosus nicht auf Grund ihrer essbaren Früchte kultiviert und so wohl kaum eine Selektion unterlägen, die sie von ihren natürlichen Populationen unterscheiden würde. Butcher und Gouda (2014) bezeichneten die Art Ananas comosus (L.) Merr. als eine durch Menschen erzeugte Kulturform, die deshalb nach der Nomenklatur der ICNCP (International Code for Nomenclature of Cultivated plants) nicht die Typusart sein könne. Deshalb schlug die Forschergruppe vor, Ananas ananassoides (Baker) L.B.Sm. als Typusart festzulegen, da sie die erstbeschriebene Art sei. Es wurde ein neuer Typus (Lectotypus) festgelegt. Die beiden anderen Arten Ananas sagenaria Schult. f. und Ananas parguazensis Camargo & L.B.Sm. wurden später 1830 bzw. 1968 erstbeschrieben.
Alle anderen früheren Arten sollen gemäß Butcher und Gouda (2014) Kulturformen sein und müssten entsprechend unter Berücksichtigung des ICNCP unter dem neuen Status einer pflanzlichen Sorte neu benannt werden (Ananas ‘Bracteatus’, Ananas ‘Comosus’, Ananas ‘Erectifolius’, Ananas ‘Lucidus’ etc.).
Die interspezifische sowie infraspezifische Verwandtschaft in der Gattung Ananas innerhalb der Bromelioideae ist noch ein nicht abgeschlossener Gegenstand der Forschung, bei der nicht nur morphologische, sondern auch molekulare und molekulargenetische Merkmale zu Rate gezogen werden. Je nach Autor gibt es in der Gattung Ananas bis zu acht Arten und die nähere Verwandtschaft der Ananas-Arten und Pseudananas sagenarius unterstützt, gemäß Butcher und Gouda 2014 werden neben Ananas comosus (L.) Merr. nur drei Ananas-Arten wie folgt anerkannt:

### Akzeptierte Arten, Subtaxa und ihre Verbreitung
In der Wildnis kommen nur drei Arten und zwei Subtaxa vor:
- Ananas ananassoides (Baker) L.B.Sm. (Syn.: Acanthostachys ananassoides Baker): Es gibt zwei Varietäten:[2]
  - Ananas ananassoides (Baker) L.B.Sm. var. ananassoides (Syn.: Ananas microstachys var. typicus Camargo, Ananas microstachys Lindm., Ananas sativus var. microstachys Mez, Ananas comosus sensu Mez non (L.) Merr., Ananas guaraniticus Bertoni, Ananas comosus var. microstachys (Mez) L.B.Sm., Ananas ananassoides var. typicus L.B.Sm.): Sie gedeiht auf trockeneren und offeneren Standorten als die anderen Taxa in Höhenlagen 0 bis zu 1000 Metern in Paraguay, Brasilien und Argentinien.[2]
  - Ananas ananassoides var. nanus L.B.Sm. (Syn.: Ananas nanus (L.B.Sm.) L.B.Sm.): Sie gedeiht in mehr oder weniger offenen Wäldern in Höhenlagen bis zu 1000 Metern in Suriname und Brasilien.[2]
- Ananas parguazensis Camargo & L.B.Sm. (Syn.: Ananas ananassoides sensu L.B.Sm. non (Baker) L.B.Sm.): Sie gedeiht  auf relativ feuchten Standorten in Höhenlagen 45 bis zu 1200 Metern in Kolumbien, Venezuela, Guyana, Suriname und Brasilien.[2]
- Ananas sagenaria (Arruda) Schult. & Schult. f. (Syn.: Ananas macrodontes E.Morren, Pseudananas sagenarius (Arruda) Camargo): Sie gedeiht in Waldgebieten im Halbschatten in Paraguay, Brasilien und Argentinien.[2]

## Kulturpflanzen und ihre Nutzung
In Kultur werden einige Sorten der Art Ananas (Ananas ‘Comosus’) in fast allen tropischen Gebieten der Erde angebaut. Sie ist eine wichtige Obstpflanze (siehe dort). Daneben wird sie sowie andere Arten und deren Sorten aufgrund ihrer Laubblätter und dekorativen Früchte als Zierpflanzen kultiviert. Die Laubblätter der Ananas 'Lucidus' sind am Rand nicht bewehrt und sie werden als Faserpflanze genutzt.

## Belege und weiterführende Informationen